# Paralamyctes insularis
Paralamyctes insularis är en mångfotingart som först beskrevs av Haase 1887.  Paralamyctes insularis ingår i släktet Paralamyctes och familjen fåögonkrypare. Inga underarter finns listade i Catalogue of Life.